# Probus
Probus var romersk kejser fra 276-282.
- Wikimedia Commons har flere filer relateret til Probus

| Biografi | Spire Denne biografi er en spire som bør udbygges. Du er velkommen til at hjælpe Wikipedia ved at udvide den. |

1. ↑  Navnet er anført på engelsk og stammer fra Wikidata hvor navnet endnu ikke findes på dansk.